# Aethalops aequalis
Aethalops aequalis (Allen, 1938) è un pipistrello appartenente alla famiglia degli Pteropodidi, endemico del Borneo.

## Descrizione

### Dimensioni
Pipistrello di piccole dimensioni, con la lunghezza della testa e del corpo tra 63 e 71 mm, la lunghezza dell'avambraccio tra 42,3 e 46 mm, la lunghezza delle orecchie tra 10 e 13 mm e un peso fino a 18 g.

### Aspetto
La pelliccia è lunga e densa. Le parti dorsali sono marroni, il capo e il muso sono bruno-grigiastri, mentre le parti ventrali sono grigio-brunastre. Lungo i lati del corpo è presente una banda di peli bruno-rossastri che si estende fino alla groppa e sugli arti inferiori. Le membrane alari sono prive di qualsiasi macchia chiara. Il muso è relativamente corto e largo, gli occhi sono grandi. Gli artigli sono biancastri. È privo di coda, mentre l'uropatagio è ridotto ad una sottile membrana lungo la parte interna degli arti inferiori ed è ricoperto di peli bruno-rossastri.

## Biologia

### Riproduzione
Esemplari giovani sono stati catturati nel mese di aprile.

## Distribuzione e habitat
Questa specie è diffusa nelle zone montane del Borneo.
Vive nelle foreste primarie montane sopra i 600 metri di altitudine.

## Conservazione
La IUCN Red List, considerato il vasto Areale e la preferenza agli habitat montani, meno sfruttati degli altri, classifica A. aequalis come specie a rischio minimo (Least Concern).